# Cirsosiopsis violacescens
Cirsosiopsis violacescens är en svampart som beskrevs av Butin & Speer 1979. Cirsosiopsis violacescens ingår i släktet Cirsosiopsis och familjen Microthyriaceae.   Inga underarter finns listade i Catalogue of Life.